# Чаксинкин
Чаксинки́н (исп. Chacsinkín) — посёлок в Мексике, штат Юкатан, входит в состав одноимённого муниципалитета и является его административным центром. Численность населения, по данным переписи 2010 года, составила 2555 человек.

## Общие сведения
Название Chacsinkín с майяского языка можно перевести как плантация бобовых с большими красными цветками.
Поселение было основано в доиспанский период, а первое упоминание К XVII веку, когда был построен храм «Сан Педро».